# Karl R. Höller
Karl R. Höller (* 24. April 1937 in Engelskirchen; † 16. Februar 2020 in Aachen) war ein katholischer Theologe, Generalsekretär des Bischöflichen Missionswerkes       
missio in Aachen und Verlagsgründer.

## Ausbildung
Nach dem Abitur am Missionsgymnasium St. Xaver in Bad Driburg studierte Höller Philosophie, katholische Theologie, Missionswissenschaften und Ethnologie an der PTH St. Augustin und erlangte 1960 einen M.A.-Abschluss in Philosophie.

## Berufsweg
Von 1962 bis 1971 war Höller Redakteur bei der Münsteraner Kirchenzeitung Kirche + Leben, zuletzt als stellvertretender Chefredakteur.
Von  1971 bis 1982 leitete Höller als Generalsekretär das bischöfliche Hilfswerk missio.
1968 begründete er zusammen mit Franz-Josef Eilers SVD und Michael Schmolke die Fachzeitschrift Communicatio Socialis. 1981 gründete er mit dem Aachener Verleger Josef Bergmoser zusammen die Bergmoser + Höller AG, einen Fachverlag für kirchliche Themen und Gemeindearbeit.

## Auszeichnungen
- 2006: Bundesverdienstkreuz
- 2009: Päpstlicher Silvesterorden für seine Verdienste um die Entwicklungszusammenarbeit und Missionsarbeit[1]

## Veröffentlichungen
- zusammen mit Wilhelm Schürmann: Aachener Ansichten, J.A. Mayer Aachen 1986, ISBN 978-3-87519-106-6.